# Meishan
Meishan (chinesisch 眉山市, Pinyin Méishān Shì) ist eine Stadt der chinesischen Provinz Sichuan. Meishan hat 2.955.219 (Stand: Zensus 2020). In dem eigentlichen städtischen Siedlungsgebiet von Meishan leben 732.757 Menschen (Stand: Zensus 2020).

## Administrative Gliederung
Die bezirksfreie Stadt Meishan setzt sich auf Kreisebene aus zwei Stadtbezirken und vier Kreisen zusammen. Diese sind (Stand: Zensus 2020):
- Stadtbezirk Dongpo – 东坡区 Dōngpō Qū, 1.331 km², 904.412 Einwohner;
- Stadtbezirk Pengshan – 彭山区 Péngshān Qū, 328.236 Einwohner;
- Kreis Renshou – 仁寿县 Rénshòu Xiàn, 2.499 km², 1.110.017 Einwohner;
- Kreis Hongya – 洪雅县 Hóngyǎ Xiàn, 1.941 km², 295.744 Einwohner;
- Kreis Danleng – 丹棱县 Dānléng Xiàn, 340 km², 148.820 Einwohner;
- Kreis Qingshen – 青神县 Qīngshén Xiàn, 387 km², 167.990 Einwohner.

## Sehenswürdigkeiten
Der Bao'en-Tempel von Meishan (Meishan bao'en ta 眉山报恩寺) und die Ahnenhalle der Drei Su (San Su ci 三苏祠) – d. h. Su Shi, Su Xun und Su Zhe – stehen seit 2006 auf der Liste der Denkmäler der Volksrepublik China.

## Söhne und Töchter der Stadt
- Huang Wenpan (1995–2018), Schwimmer und mehrfacher Paralympics-Sieger